# Un, deux, trois, soleil (film)
Pour les articles homonymes, voir Un, deux, trois, soleil (homonymie).
Pour plus de détails, voir Fiche technique et Distribution.
Un, deux, trois, soleil est un film français réalisé par Bertrand Blier, sorti en 1993.

## Synopsis
Victorine (Anouk Grinberg) vit dans une cité de Marseille, étouffée par sa mère (Myriam Boyer) et prise entre l'envie pressante de grandir et celle d'aider son père alcoolique (Marcello Mastroianni) à guérir et rentrer chez lui. Victorine devient adulte et rencontre son premier amour, Petit Paul (Olivier Martinez) qui est tué d'un coup de fusil par « l'enfoiré » (Claude Brasseur). Plus tard, Victorine rencontre Maurice (Jean-Michel Noirey), son futur mari et avec qui elle aura deux enfants.

## Fiche technique
- Titre : Un, deux, trois, soleil
- Réalisation : Bertrand Blier
- Scénario : Bertrand Blier
- Premier assistant réalisateur : Hubert Engammare
- Production : Patrice Ledoux
- Musique : Cheb Khaled, Anton Bruckner (Symphonie n°2 en ut mineur)
- Photographie : Gérard de Battista
- Montage : Claudine Merlin
- Décors : Jean-Jacques Caziot, Georges Glon et Théobald Meurisse
- Costumes : Jacqueline Bouchard
- Pays de production :  France
- Format : couleurs - 2,35:1 - Dolby - 35 mm
- Genre : comédie dramatique
- Durée : 104 minutes
- Distribution : Gaumont Buena Vista, Gaumont, Tamasa Disitrbution, Splendor films[1]
- Date de sortie :
  - France : 27 juin 1993[1]
- Certification et classification :
  - France (mention CNC) : tous publics[1] avec avertissement

## Distribution
- Anouk Grinberg : Victorine

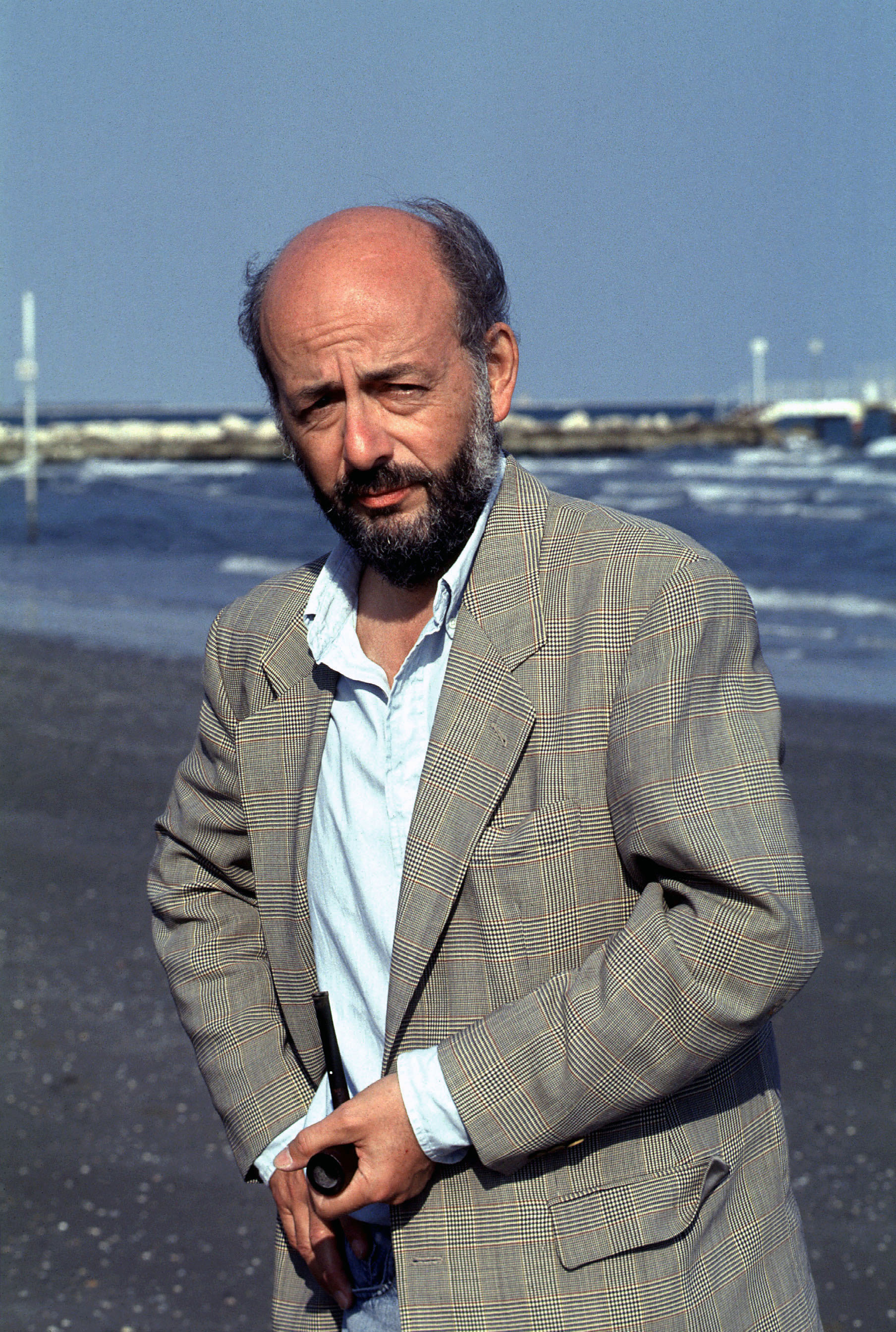
Le cinéaste Bertrand Blier pour la présentation du film à la Mostra de Venise 1993.

- Myriam Boyer : Daniela Laspada, la mère
- Olivier Martinez : Petit Paul
- Jean-Michel Noirey : Maurice Le Garrec
- Denise Chalem : l'institutrice
- Jean-Pierre Marielle : l'homme seul
- Claude Brasseur : l'enfoiré
- Patrick Bouchitey : Marcel, le barman
- Eva Darlan : Jeanine
- Marcello Mastroianni : Constantin Laspada, le père
- Irène Tassembédo : Gladys Boigny
- Charles Schneider : le sergent Boigny
- Stéphane Slima: Rafik

## Autour du film
- Le tournage s'est déroulé à Marseille.
- Le film est sorti en DVD chez Studio Canal en septembre 2011.

## Distinctions

### Récompenses
- Festival international du film de Stockholm 1993 : Cheval de bronze
- Mostra de Venise 1993 :
  - grand prix de l'académie européenne pour Bertrand Blier ;
  - meilleure musique ;
  - meilleur second rôle masculin pour Marcello Mastroianni.
- César 1994 :
  - meilleure musique pour Cheb Khaled
  - meilleur espoir masculin pour Olivier Martinez

### Nominations
- César 1994 :
  - meilleur réalisateur pour Bertrand Blier ;
  - meilleure actrice pour Anouk Grinberg ;
  - meilleur second rôle féminin pour Myriam Boyer.

## Commentaires
Avec Un, deux, trois, soleil, Bertrand Blier réalise un film sur la banlieue, les classes sociales, l'éducation et l'enfance. La banlieue est évoquée tout au long du film, mais principalement dans une réplique de Jean-Michel Noirey, affirmant qu'on est « tous de la banlieue. » L'éducation - ou, du moins, l'apprentissage de la vie - est marquée par une scène dans un terrain vague, avec des loubards, où l'on peut entendre ces deux répliques : « Tu crois qu'on en a connu de la délicatesse, nous ? » et « Tu veux que j'te raconte, moi, les caresses de mon père, comment il me les faisait ! » L'enfance et le cours de la vie sont évoqués dans le fait que Blier garde les mêmes acteurs pour incarner toute la vie de leurs personnages. Ainsi, Anouk Grinberg incarne Victorine de ses huit ans à sa maternité. Il en va de même pour tous les acteurs.